# Dan Isacson
Dan Isacson, född 27 augusti 1932 i Östra Sönnarslöv, död 14 april 2010 i Kalmar, var en svensk skolman. Han var högskolerektor i Kalmar från 1969 till 1995.

## Biografi
Isacson föddes i Östra Sönnarslöv, där han gick i byns folkskola och sedan på Kristianstads högre allmänna läroverk. Vid Folkskoleseminariet i Kristianstad avlade Isacson folkskollärarexamen 1953 och arbetade som folkskollärare i Kristianstad till 1954.
Isacson gjorde sin militärtjänst vid Wendes artilleriregemente (A 3) i Kristianstad och avslutade kadettskola 1956. Därefter blev han reservofficer med inriktning underrättelsetjänst.
Isacson var lärare vid Folkskoleseminariet i Kristianstad till 1963 och sedan adjunkt till 1966. Samma år blev han filosofie magister och filosofie licentiat 1969 i pedagogik, psykologi, statskunskap och nationalekonomi vid Lunds universitet. Han skrev två vetenskapliga artiklar under sin universitetsutbildning, båda färdigställda 1968. Den ena är "Unga väljares föräldraidentifikation och politiska beteende". Den andre påbörjad 1966 med titeln "Informationsvärdet vid stoffbjudning med olika grad av konkretion: ett undervisningsförsök rörande retentions – och motivationseffekter av verbal bjudning och flerkanalsbjudning i orienterings-ämnena på mellanstadiet". Syftet var att "mäta den relativa lärande och motiverande effektiviteten av olika kommunikationskanaler; en kanal (oral) jämfört med flera kanaler (audivisuell) i orienterings-ämnena på mellanstadiet."
1969 blev han lektor och rektor på Lärarhögskolan i Kalmar. I egenskap av rektor för Lärarhögskolan ledde Isacson pläderingen för Kalmars sak i 1968 års utbildningsutredning och försåg huvudsekreterare Gunnar Bergendal med analys- och utredningsmaterial. Åren 1977–1995 var Isacson förste rektor vid Högskolan i Kalmar och ledde vid sitt tillträdande genomförandet av högskolereformen 1977. De sista fem åren som rektor var Isacson samtidigt styrelseordförande för Capellagården på Öland och fortsatte som sådan till 2007.

## Utmärkelser
Dan Isacson utnämndes 2000 till  filosofie hedersdoktor vid Fakulteten för naturvetenskap och teknik, Högskolan i Kalmar  (Linnéuniversitetet). Promoveringen ägde rum på Kalmar slott.